# Castilleja angustata
Castilleja angustata är en snyltrotsväxtart som beskrevs av Eastwood. Castilleja angustata ingår i släktet målarborstar, och familjen snyltrotsväxter. Inga underarter finns listade i Catalogue of Life.